# Arachthos
De Arachthos (Grieks: Άραχθος) is een rivier in het noordwesten van Griekenland. De rivier ontspringt in het Lakmosmassief in de noordelijke Pindos en stroomt in zuidelijke richting naar de Ambrakische Golf. 
De Arachthos voert dankzij de hoge regenval in het Pindosgebergte veel water af. Dit wordt sinds 1998 opgevangen in het ten noorden van Arta gelegen stuwmeer van Pournari. 
De stenen brug over de Arachthos in Arta dateert uit de Ottomaanse tijd en is het onderwerp van een beroemde legende: de meester-bouwer moest volgens deze legende eerst zijn vrouw inmetselen voordat de brug kon worden voltooid.